# Zasłużony Działacz Lotnictwa Sportowego
Zasłużony Działacz Lotnictwa Sportowego – odznaczenie nadawane przez Aeroklub Polski, ustanowione w 1964. Tytuł i odznaka nadawane są osobom, które ofiarnie zasłużyły się dla rozwoju lotnictwa sportowego w wyniku dużego wysiłku osobistego w długoletniej działalności społecznej lub zawodowej w lotnictwie sportowym. Odznaczenie jest przyznawane przez zarząd Aeroklubu Polskiego i może być przyznane tej samej osobie tylko jeden raz.

## Odznaka
Odznaką jest okrągły, ażurowy medal o średnicy 20–25 mm (w zależności od wersji i czasu nadawania). Przedstawia ona odznakę polskiego pilota wojskowego – otoczoną wieńcem laurowym zwieńczonym u dołu emblematem Aeroklubu Polskiego. Odznaka wykonana jest w kolorze srebrnym (orzeł) i złotym (wieniec) (starsze wersje) lub całość w kolorze srebrnym (nowsze wersje). Projekt odznaki opracował Józef Królikowski.

## Odznaczeni
Pierwsze nadanie odznak nastąpiło 13 grudnia 1965 r. Wśród pierwszych odznaczonych byli:
Michał Scipio del Campo, Zbigniew Burzyński, Franciszek Janik, Janusz Meissner, Jan Nagórski, Witold Rychter, Paweł Zołotow.
Do 2013 roku przyznano ponad 2300 odznak.